# Slizoblanka
Slizoblanka (Epigloea) je rod hub, které parazitují na řasách (strategie zvaná algikolie). Může být označena za zvláštní typ "lišejníku". Rod byl sice popsán již před sto lety, ale příliš o něm neví. Příčinou je fakt, že stélka i plodnice jsou velmi nenápadné a připomínají řasy.
Slizoblanka je většinou v Evropě popisována z Alp a v jejich okolí. V Polsku byly zaznamenány tři druhy: Epigloea bactrospora, E. pleiospora a E. soleiformis. Slizoblanka prostřední (Epigloea medioincrassata) je jedním z mála druhů s českým názvem.